# Zelleromyces ravenelii
Zelleromyces ravenelii är en svampart som först beskrevs av Berk. & M.A. Curtis, och fick sitt nu gällande namn av Singer & A.H. Sm. 1960. Zelleromyces ravenelii ingår i släktet Zelleromyces och familjen kremlor och riskor.   Inga underarter finns listade i Catalogue of Life.